# Montevil
Montevil é uma aldeia portuguesa localizada no Município de Alcácer do Sal, integrada na atual freguesia de Alcácer do Sal (Santa Maria do Castelo e Santiago) e Santa Susana.
Nesta aldeia integrada na Reserva Natural do Estuário do Sado existe o Grupo Desportivo de Montevil.